# Garreta gilleti
Garreta gilleti är en skalbaggsart som beskrevs av Garreta 1914. Garreta gilleti ingår i släktet Garreta och familjen bladhorningar. Inga underarter finns listade i Catalogue of Life.